# 688 هـ
688 هـ هي سنة في التقويم الهجري امتدت مقابلةً في التقويم الميلادي بين سنتي 1289 و1290.

## وفيات
- أبو الحسن بن أبي الربيع
- فخر الدين العراقي
- الشاب الظريف
- تقي الدين الجعفري